# Acequia (Idaho)
Acequia – miasto w Stanach Zjednoczonych, w stanie Idaho, w Hrabstwo Minidoka.